# Afleiding (ecg)

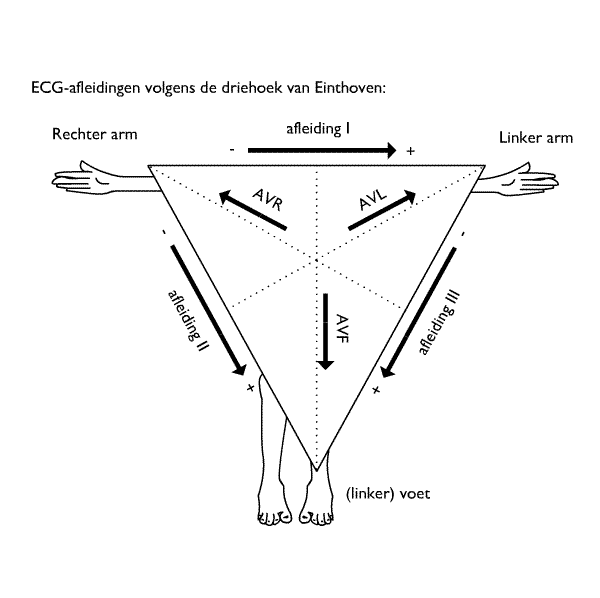
Afleidingen van het ecg

Een afleiding in een elektrocardiogram is de basis voor het opnemen van een ecg en is een gevolg van de plaatsing van elektroden aan het lichaam. Onderscheiden worden doorgaans een twaalftal verschillende afleidingen.
Standaard worden elektroden aan de linker- en rechterarm en het linkerbeen bevestigd. Hiermee zijn de volgende afleidingen te maken: (LA = linkerarm etc.) 
- I   (RA — LA)
- II  (RA — LB)
- III (LA — LB)

Door steeds twee elektroden elektrisch samen te nemen en te meten ten opzichte van de gemiddelde potentiaal, ontstaan drie nieuwe afleidingen (augmented):
- aVR (RA — gecombineerde LA en LB)
- aVL (LA — gecombineerde RA en LB)
- AVF (LB — gecombineerde LA en RA)

Daarnaast zijn er zes precordiale afleidingen: langs een traject op de borstkas wordt een zestal contacten gemaakt genaamd V1-V6. Er wordt vervolgens gemeten ten opzichte van de gemiddelde potentiaal van L, R en F. 
De anatomisch correcte plaatsen zijn: 
- V1 - 4e intercostaalruimte (ICR, ruimte tussen de ribben in) net rechts van het borstbeen
- V2 - 4e ICR net links van het borstbeen
- V3 - midden tussen V2 en V4
- V4 - 5e ICR in de medioclaviculaire lijn
- V5 - tussen V4 en V6
- V6 - 5e ICR in de mid-axillaire lijn

Allerlei criteria voor ecg-beoordeling gaan uit van een correcte plaatsing van de elektroden.
Door ambulancepersoneel kan ter plaatse een 12 afleidingen-ecg worden gemaakt. Op basis daarvan wordt direct met  behandeling begonnen. 

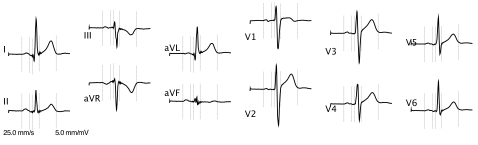
12 afleidingen van een volledige hartslag